# Gone Crazy
Gone Crazy es el cuarto y último álbum de estudio de la banda estadounidense Grin. Fue publicado en noviembre de 1973 a través de A&M Records. Producido por David Briggs, Gone Crazy se grabó en los estudios Bias, en Springfield, Virginia.

## Recepción de la crítica
Un escritor no especificado de la revista Cash Box declaró: “Nils Lofgren, el apasionado cantante, músico y compositor, líder de Grin, tiene todos los motivos para estar orgulloso de sí mismo y de sus tropas por el espléndido esfuerzo que pusieron en su nuevo álbum de A&M. Ya sea cantando roqueros duros como «You're the Weight», «What About Me», «Nightmare» y «Ain't for Free» o interpretando una convincente balada gospel como ”One More Time», el grupo está sintonizado con los elementos esenciales de una comunicación exitosa: propósito y capacidad. Grin, un gran acto en vivo, parece tener pleno control de su vasto talento interpretativo en este LP. Echa un vistazo a «Boy And Girl» y «Believe» y verás lo que queremos decir”. Un escritor no especificado de la revista Record World comentó: “Nils Lofgren lleva a Grin a un nuevo sello y a un excelente álbum nuevo destacado por las fuertes canciones y la buena voz de Nils. «You're the Weight» es una melodía de primer nivel que presenta un sólido trabajo de guitarra, mientras que «Boy & Girl› es un buen tema adolescente y «Beggar's Day» es un elogio elocuente”. Un escritor no especificado de la revista Billboard comentó: “Grin, y el guitarrista, teclista y vocalista Nils Lofgren en particular han sido ignorados durante demasiado tiempo, pues son una de las mejores bandas del país. Utilizando arreglos y letras aparentemente simples, el grupo ofrece constantemente pequeñas obras maestras como «Boy & Girl». La habilidad, no la brillantez, es el punto culminante de esta banda que ofrece nada menos que el mejor rock que existe”.

## Lista de canciones
Todas las canciones escritas y compuestas por Nils Lofgren. 
Lado uno
1. «You're the Weight» – 5:11
2. «Boy and Girl» – 4:31
3. «What About Me» – 4:27
4. «One More Time» – 5:10

Lado dos
1. «True Thrill» – 3:08
2. «Beggar's Day (Eulogy to Danny Whitten)» – 4:18
3. «Nightmare» – 3:42
4. «Believe» – 3:55
5. «Ain't for Free» – 4:17

## Créditos y personal
Créditos adaptados desde las notas de álbum de Gone Crazy.
Grin
- Nils Lofgren – guitarra, teclados, voz principal
- Tom Lofgren – guitarra, coros
- Bob Gordon – bajo eléctrico, coros
- Bob Berberich – batería, voz principal

Músicos adicionales
- Bobbye Hall – percusión

Personal técnico
- David Briggs – productor, ingeniero de audio
- Lanny Tupper – diseño de portada
- Connie Sprague – fotografía de portada
- R. Ottinger – fotografía